# من الذي دفع الثمن؟ (كتاب)
من الذي دفع الثمن؟: وكالة الاستخبارات الأمريكية والحرب الباردة الثقافية، هو كتاب للباحثة البريطانية فرانسيس ستونور سونديرز. تقدم الباحثة في هذا الكتاب كشفاً لوثائق بالغة الخطورة تفضح اختراق الـ (CIA): للكتاب والمفكرين في أوروبا وأنحاء أخرى من العالم، وتسلط الضوء على تمويل هذا الجهاز للكتّاب والمفكرين والمجلات الأدبية من خلال منظمة «من أجل الحرية الثقافية» التي كان مقرها في باريس.
يعتمد الكتاب على وثائق لم يكشف عنها من قبل وعلى حوارات أجرتها المؤلفة مع شخصيات كانت متورطة أو على علاقة بتلك المرحلة، ويقدم تحليلاً دقيقاً للحركات الثقافية والفنية ولتوظيف الـ (CIA) لعملائها في هذه الحركات والتجمعات. ويرى مفكرون بارزون أن هذا الكتاب يعد فتحاً في البحث التاريخي، ومن الأبحاث الجديرة بالقراءة.